# Quận Elmore, Alabama
Quận Elmore là một quận của tiểu bang Alabama, Hoa Kỳ. Tên của quận này đặt theo tướng John A. Elmore. Đến thời điểm năm 2000 dân số quận là 65.874 người 2(theo Cục điều tra dân số Hoa Kỳ). quận lỵ của nó là Wetumpka6.
Quận này là một phần của vùng đô thị Montgomery.